# Martin J. Goodman
Martin J. Goodman (geboren 1956 in Leicester) ist ein britischer Schriftsteller.

## Leben
Martin Goodman  wurde 2007 in Kreativem Schreiben an der
Lancaster University promoviert. Er war Lecturer für Kreatives Schreiben an der University of Plymouth und ist seit 2009 Professor für Kreatives Schreiben an der University of Hull. Goodman ist Gründer und Verleger des Literaturverlags Barbican Press.
Sein Roman On Bended Knees stand 1992 auf der Shortlist des Whitbread First Novel Award. Mit In Search of the Divine Mother schrieb er eine Biografie der Inderin Mother Meera. Sein Theaterstück Feeding the Roses gewann einen Virtual Theatre Project Award und wurde an der Wake Forest University in den USA aufgeführt. Mit Sara Maitland verfasste er 2007 ein Lehrbuch für kreatives Schreiben. Die Biografie des Arztes John Scott Haldane Suffer & Survive erhielt 2008 einen Preis der British Medical Association (BMA). Bei BBC Radio 4 produzierte Goodman 2014 eine Dokumentation über den Fantasyautor Alan Garner.  Mit seinem Ehepartner, dem Umweltjuristen James Thornton,  veröffentlichte er 2017 das Sachbuch Client Earth zu Umweltthemen. Die Protagonisten des 2018 erschienenen Romans J SS Bach sind Nachkommen von Tätern und Opfern des Holocaust.

## Schriften (Auswahl)
- On bended knees. London : Macmillan, 1992
- In search of the divine mother : the mystery of Mother Meera : encountering a contemporary mystic. London : Thorsons, 1998 ISBN 0-7225-3688-7
- I was Carlos Castaneda : the afterlife dialogues. New York : Three River Press, 2001
- On sacred mountains. Loughborough : Heart of Albion, 2002
- Slippery when wet. Oxford : Transita, 2006
- mit Sara Maitland: The Write Guide. New Writing North, 2007
- Suffer and survive : gas attacks, miners' canaries, spacesuits and the bends : the extreme life of Dr J. S. Haldane. London : Simon & Schuster, 2007
- Look who's watching. Chatham : Caffeine Nights, 2010
- (Hrsg.): Writing Hull : true-life tales from sixteen writers. Hull : Barbican Press, 2012
- Ectopia. Roman. London : Barbican Press, 2013
- When opposites attract : award-winning stories by teens from Hull. London : Barbican Press, 2013
- mit James Thornton: Client Earth: Building an Ecological Civilization. London : Scribe, 2017
- J SS Bach. Roman. Wrecking Ball Press, 2018